# Stazione di Shiotsu
La stazione di Shiotsu (四方津駅?, Shiotsu-eki) è una stazione ferroviaria della città di Uenohara, nella prefettura di Yamanashi, e serve la linea linea principale Chūō della JR East. Dista 74 km dal capolinea di Tokyo.

## Linee
East Japan Railway Company
■■ Linea principale Chūō

## Struttura
La stazione è dotata di un marciapiede a isola e uno laterale, entrambi bassi e quindi con un dislivello per accedere al treno, con tre binari passanti (il binario 2 è usato da entrambe le direzioni di marcia). Il fabbricato viaggiatori è collegato ai marciapiedi da un sovrappassaggio.
| 1-2 | ■ Linea principale Chūō | per Hachiōji, Shinjuku e Tokyo |
| 2-3 | ■ Linea principale Chūō | per Ōtsuki, Shioyama e Kōfu    |

## Stazioni adiacenti
| «                 | Servizio          | »                 |
| Linea Rapida Chūō | Linea Rapida Chūō | Linea Rapida Chūō |
| ----------------- | ----------------- | ----------------- |
| Uenohara          | -                 | Yanagawa          |